# Albert Hatton
Albert Hatton (1879 – 1963) là một cầu thủ bóng đá người Anh từng thi đấu ở vị trí wing half.